# Nahverkehrsverbund Paderborn-Höxter

Logo des NPH

Der Nahverkehrsverbund Paderborn/Höxter (nph) wurde am 2. Oktober 1995 als Zweckverband im nordrhein-westfälischen Kooperationsraum 7 (Paderborn/Höxter) gegründet. Seine Aufgabe ist es, den öffentlichen Personennahverkehr (ÖPNV) in den Landkreisen Höxter und Paderborn (auch Hochstift Paderborn genannt) zu organisieren, zu bestellen und zu finanzieren. Im Verbundgebiet (2.500 km²) leben ca. 456.000 (Stand 2022) Einwohner. Die Geschäftsstelle des nph befindet sich in Paderborn.
Seit 1. August 2017 gibt es einen Verbundtarif für ganz Westfalen. Der Westfalentarif ersetzte den bisher im Bereich des nph bestehenden „Hochstift-Tarif“.

## Verkehrsgebiet des nph
Die Verkehrsunternehmen im nph fahren ca. 1.450 Bushaltestellen (ohne Paderborn) an. Der nph betreibt 207 Regional-Buslinien.
Das Netz Paderborn/Höxter des Westfalentarifs grenzt im Norden an den Kooperationsraum 6 (Netz „TeutoOWL“), im Osten an den Verkehrsverbund Süd-Niedersachsen (VSN), im Süden an den Nordhessischen Verkehrsverbund (NVV) und im Westen an das Netz „Münsterland / Ruhr-Lippe“ (VRL).

## Geschichte
Der nph-Tarif wird in Anlehnung an das ehemalige Hochstift Paderborn „Hochstift-Tarif“ genannt.
Vor der Gründung des nph gab es die Verkehrsgemeinschaft Paderborn-Höxter (VPH), die einen Gemeinschaftstarif für alle Buslinien anbot. Der Schienenverkehr kam erst mit Gründung des nph hinzu. Das Logo der ehemaligen VPH wird heute von der Verkehrs-Servicegesellschaft Paderborn/Höxter mbH (VPH) verwendet, die aber selten in der Öffentlichkeit erscheint. Stattdessen gibt es die Homepage Fahr mit zur Fahrgastinformation.
Der nph war ab 2004 über die OWL Verkehr GmbH in Bielefeld an der Entwicklung eines einheitlichen Tarifs für ganz Ostwestfalen-Lippe beteiligt (der Verkehrsverbund OstWestfalenLippe VVOWL war und ist nur Zweckverband für den SPNV). Zum Kooperationsraum 6 (bis 2017 Tarifverbund „Der Sechser“) bestehen auch heute noch mehrere Übergangsregelungen.
Nach Inkrafttreten des neuen ÖPNV-Gesetzes 2008 NRW wurde für den Schienenpersonennahverkehr ein Dachverband als Kooperation der fünf westfälischen Zweckverbände gegründet, der nph gehört seitdem zum Verkehrsraum des Zweckverbandes Nahverkehr Westfalen-Lippe (NWL). Bei der letzten Verbandsversammlung des NWL im Oktober 2011 wurde die Grundlage für eine Harmonisierung bzw. Zusammenführung der fünf bestehenden Tarifverbünde in Westfalen-Lippe geschaffen. Die Weiterentwicklung der Tarife liegt damit beim NWL bzw. einer Projektgruppe Tarifentwicklung (Sitz bei der OWL Verkehr GmbH in Bielefeld). Das Ziel eines Gesamtverbundes für OWL wurde damit nicht weiter verfolgt.

## Städte und Gemeinden im Verkehrsgebiet des nph
| Kreis Paderborn | Kreis Höxter  |
| --------------- | ------------- |
| Altenbeken      | Bad Driburg   |
| Bad Lippspringe | Beverungen    |
| Bad Wünnenberg  | Borgentreich  |
| Borchen         | Brakel        |
| Büren           | Höxter        |
| Delbrück        | Marienmünster |
| Hövelhof        | Nieheim       |
| Lichtenau       | Steinheim     |
| Paderborn       | Warburg       |
| Salzkotten      | Willebadessen |

## Beteiligte Unternehmen
Verkehrsunternehmen  im Nahverkehrsverbund Paderborn/Höxter:

### Busunternehmen
- go.on Gesellschaft für Bus- und Schienenverkehr mbH
- BVO Busverkehr Ostwestfalen GmbH